# Szczytno
Szczytno (in tedesco: Ortelsburg) è una comune polacco del distretto di Szczytno nel voivodato della Varmia-Masuria, nella regione della Masuria.
Ricopre una superficie di 10,62 km² e nel 2007 contava 25 562 abitanti.
La sua piazza principale è Plac Juranda. La città si estende intorno a due laghi: Długie e Domowe Małe. È sede di una scuola di polizia, importante anche a livello nazionale.

## Storia

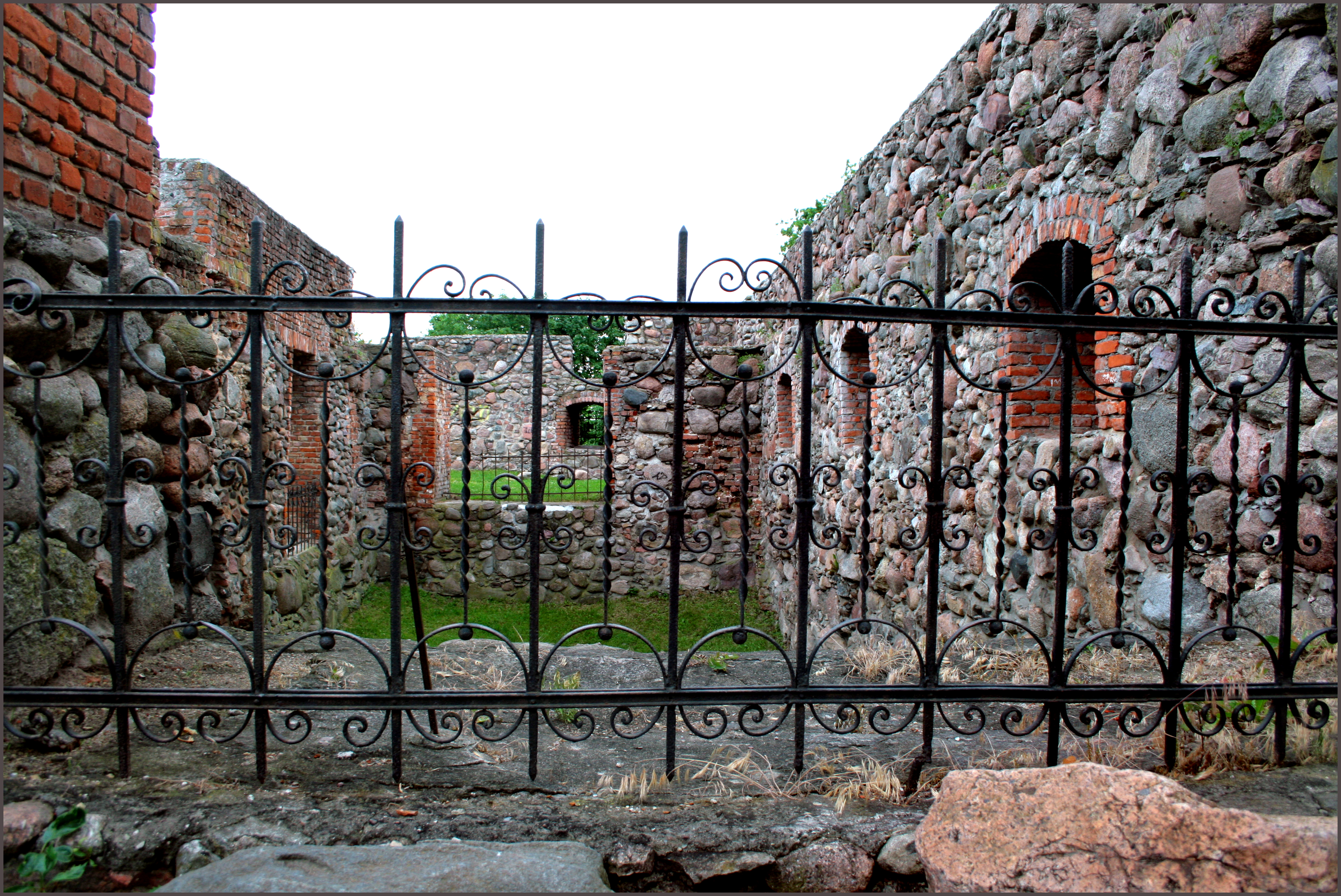
Rovine di un castello medievale

La città fu fondata nel Medioevo. Nel 1538, solo cinque residenti non parlavano polacco. Nel 1639 il re Ladislao IV di Polonia visitò la città. Nel XVII secolo, un notevole cartografo polacco Józef Naronowicz-Naroński visse a Szczytno. Dal 1871 al 1945, parte della Germania, tuttavia, i polacchi costituivano ancora la maggioranza degli abitanti della regione. Nel 1890, i polacchi costituivano il 80% degli abitanti di Circondario del Ortelsburg. I giornali polacchi Gazeta Ludowa, Mazur e Mazurski Przyjaciel Ludu sono stati pubblicati qui. Le organizzazioni polacche erano attive, incluso partito politico e banca. Nel 1920, a Szczytno, i tedeschi uccisero l'attivista polacco Bogumił Linka.
Una scuola di polizia opera in città dal 1954.
Un famoso chitarrista polacco Krzysztof Klenczon viveva a Szczytno. Fu sepolto nel cimitero locale.

## Altre comunità urbane e rurali
| Nome polacco  | Nome tedesco (fino al 1945)            | Nome polacco  | Nome tedesco (fino al 1945)        | Nome polacco       | Nome tedesco (fino al 1945)                    |
| ------------- | -------------------------------------- | ------------- | ---------------------------------- | ------------------ | ---------------------------------------------- |
| Czarkowy Grąd | Worfengrund                            | Młyńsko       |                                    | Sędańsk            | Seedanzig                                      |
| Dębówko       | Eichthal                               | Niedźwiedzie  | Bärenbruch                         | Siódmak            | Schodmack 1938-45 Wiesendorf                   |
| Gawrzyjałki   | Gawrzialken 1928-45 Wilhelmsthal       | Nowe Dłutówko | Dlotowken                          | Stare Kiejkuty     | Alt Keykuth                                    |
| Janowo        | Johannisthal                           | Nowe Gizewo   | Neu Gisöwen                        | Szczycionek        | Szczycionnek 1938-45 Waldsee                   |
| Jęcznik       |                                        | Nowiny        | Neu Schiemanen                     | Szymany            | Groß Schiemanen                                |
| Kamionek      | Steinberg                              | Ochódno       | Achodden 1938-45 Neuvölklingen     | Trelkówko          | Klein Schöndamerau                             |
| Kaspry        | Kaspersguth                            | Olszyny       | Olschienen 1938-45 Ebendorf        | Trelkowo           | Groß Schöndamerau                              |
| Kobyłocha     | Kobbelhals                             | Piece         | Ulonskofen 1938-45 Schobendorf     | Ulążki             | Ulonsk 1938-45 Kleinrehbruch                   |
| Korpele       | Corpellen 1928-45 Korpellen            | Piecuchy      | Wessolygrund 1933-45 Freudengrund  | Wałpusz            | Waldpusch                                      |
| Lemany        | Lehmanen                               | Płozy         | Plohsen                            | Wały               | Wallen                                         |
| Leśny Dwór    |                                        | Prusowy Borek | Prussowborrek 1932-45 Preußenwalde | Wawrochy           | Wawrochen 1938-45 Deutschheide                 |
| Lipnik        | Lipnik 1938-45 Jägerforst              | Puzary        | Gut Wilhelmsthal                   | Wikno              | Wickno 1938-45 Wickenau                        |
| Lipowa Góra   | Lindenberg                             | Romany        | Rohmanen                           | Wólka Szczycieńska | Lentzienen                                     |
| Lipowiec      | Lipowitz 1933-45 Lindenort             | Rudka         | Hamerudau                          | Wyżega             | Wyseggen 1938-45 Grünlanden                    |
| Lipowiec Mały | Klein Lipowitz 1933-45 Klein Lindenort | Sasek Mały    | Paterschobensee                    | Zielonka           | Zielonken 1912-38 Seelonken 1938-45 Ulrichssee |
| Małdaniec     | Maldanietz 1938-45 Maldanen            | Sasek Wielki  | Materschobensee                    | Żytkowizna         |                                                |
| Marksewo      | Alt Marxöwen                           | Sawica        | Sawitzmühle 1938-45 Heidmühle      |                    |                                                |

## Sport
La più importante società calcistica è SKS Szczytno, fondata nel 1954.

## Galleria d'immagini

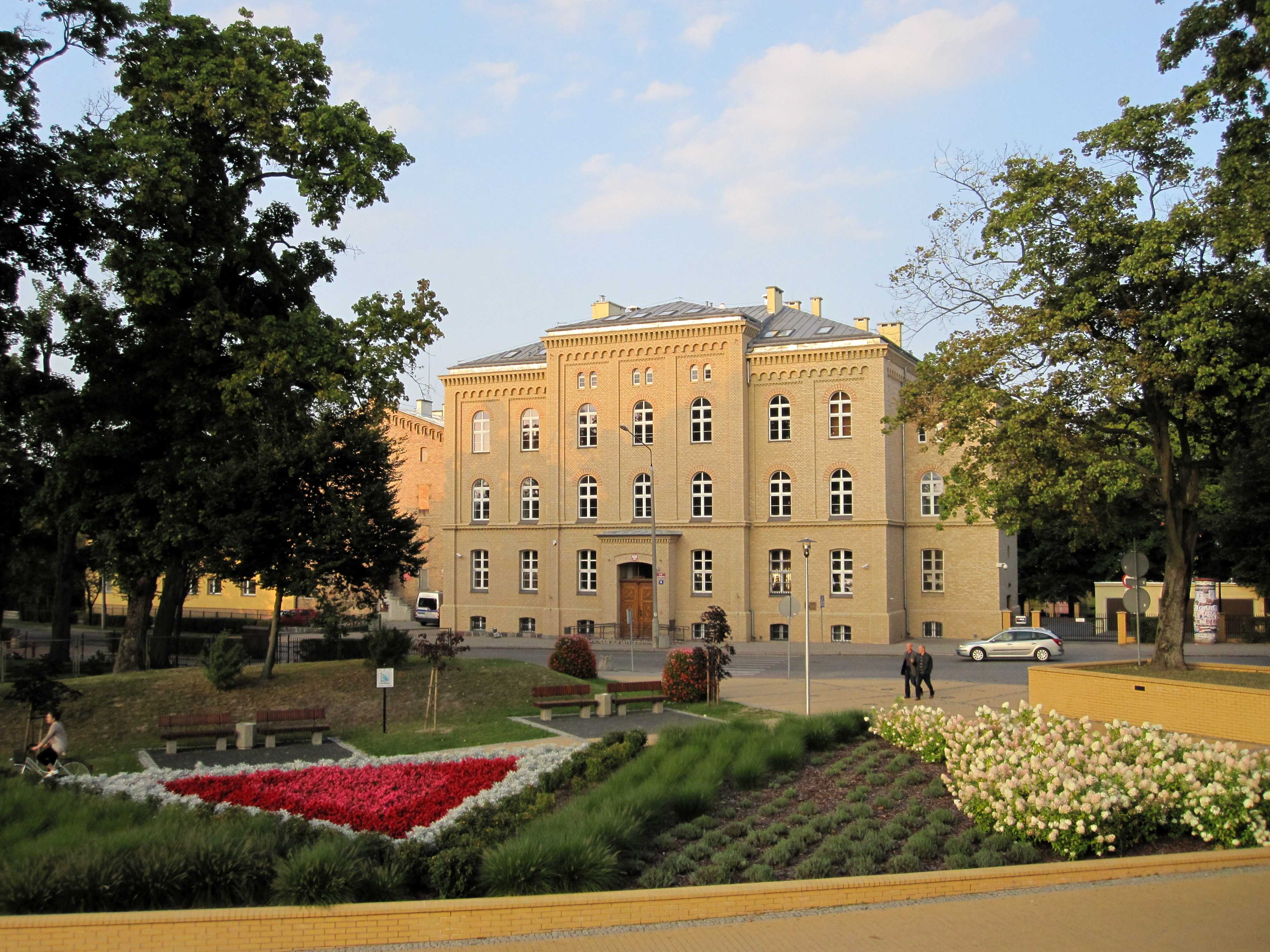
Tribunale distrettuale
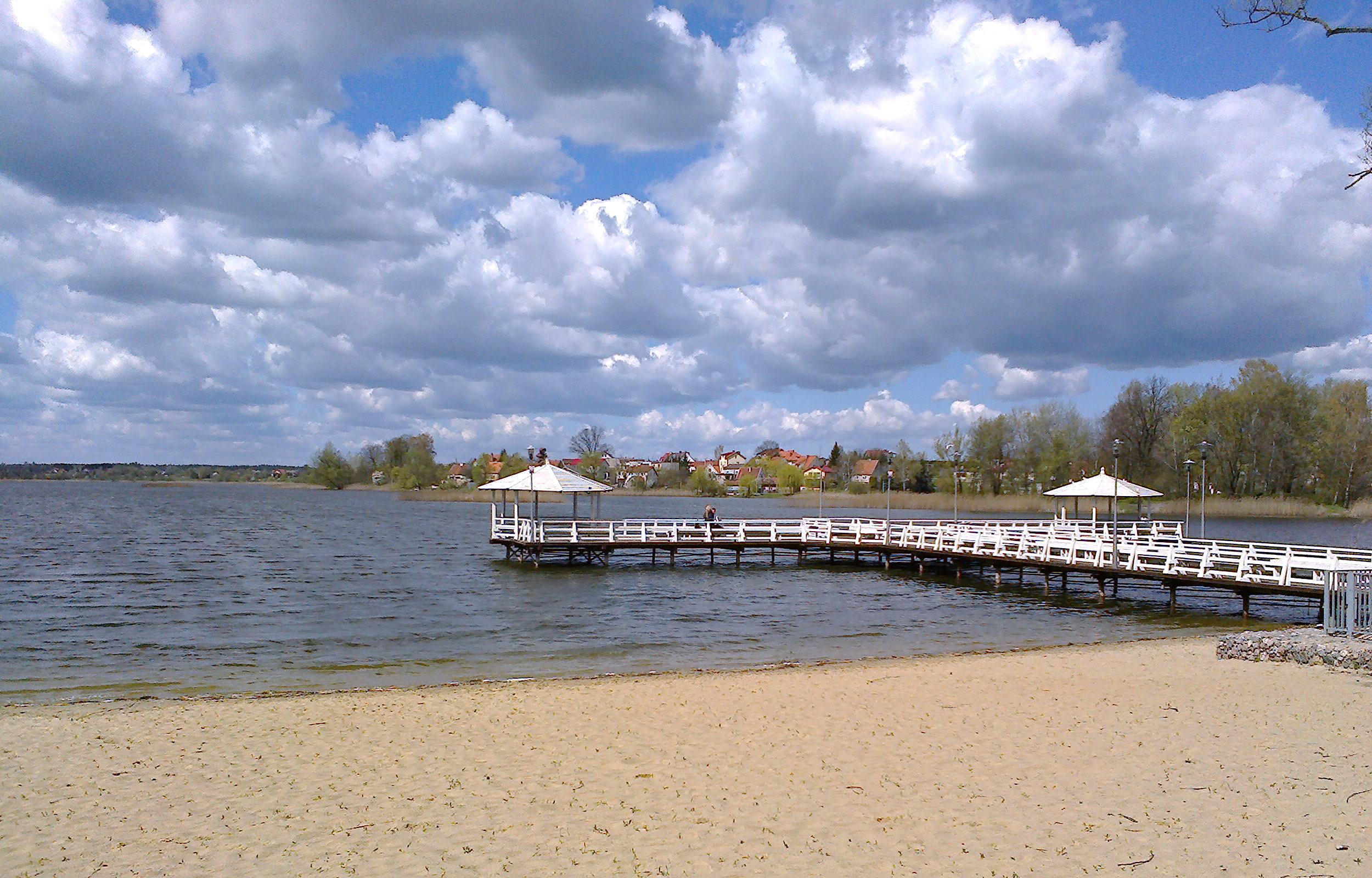
Lago Długie
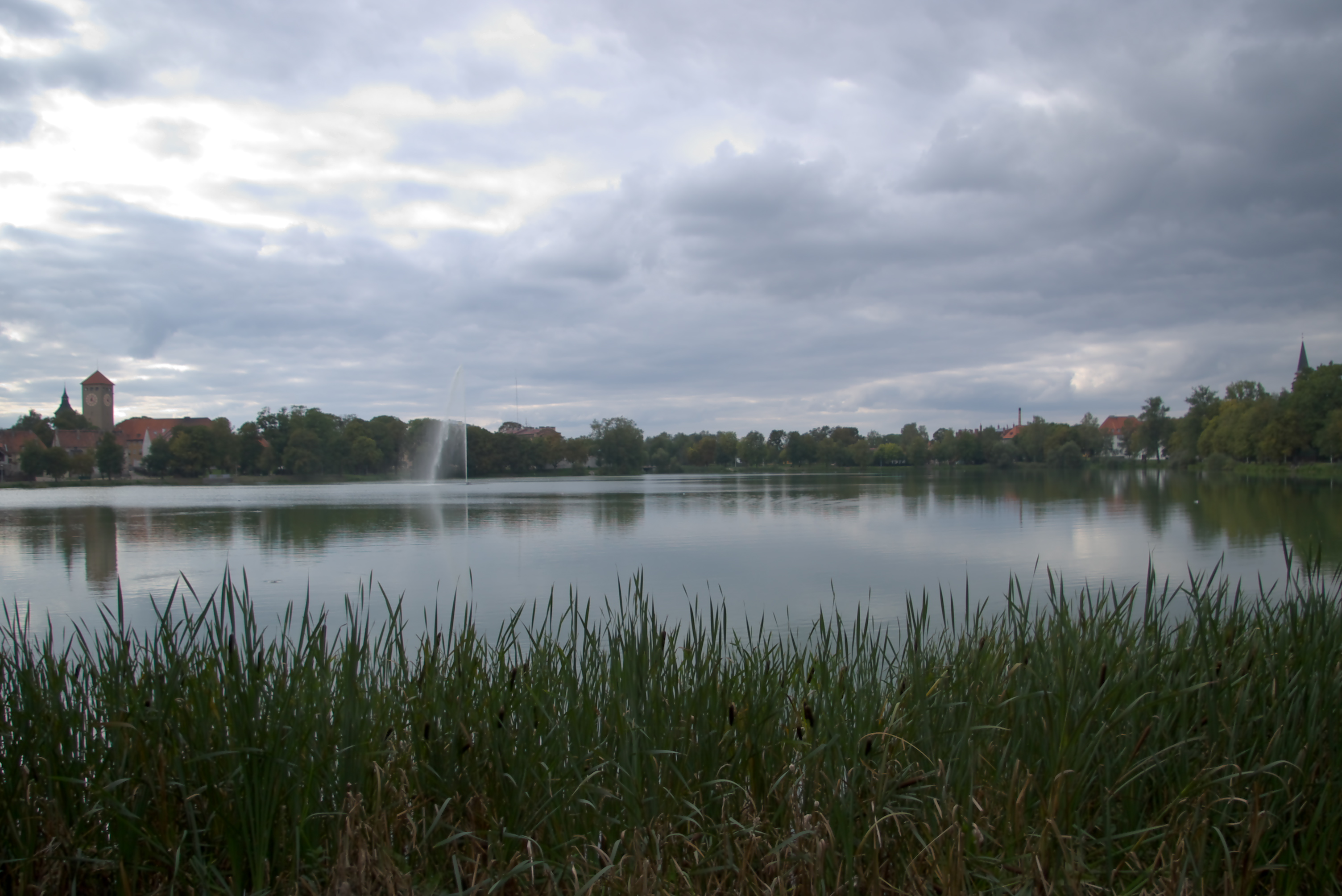
Lago Domowe Małe
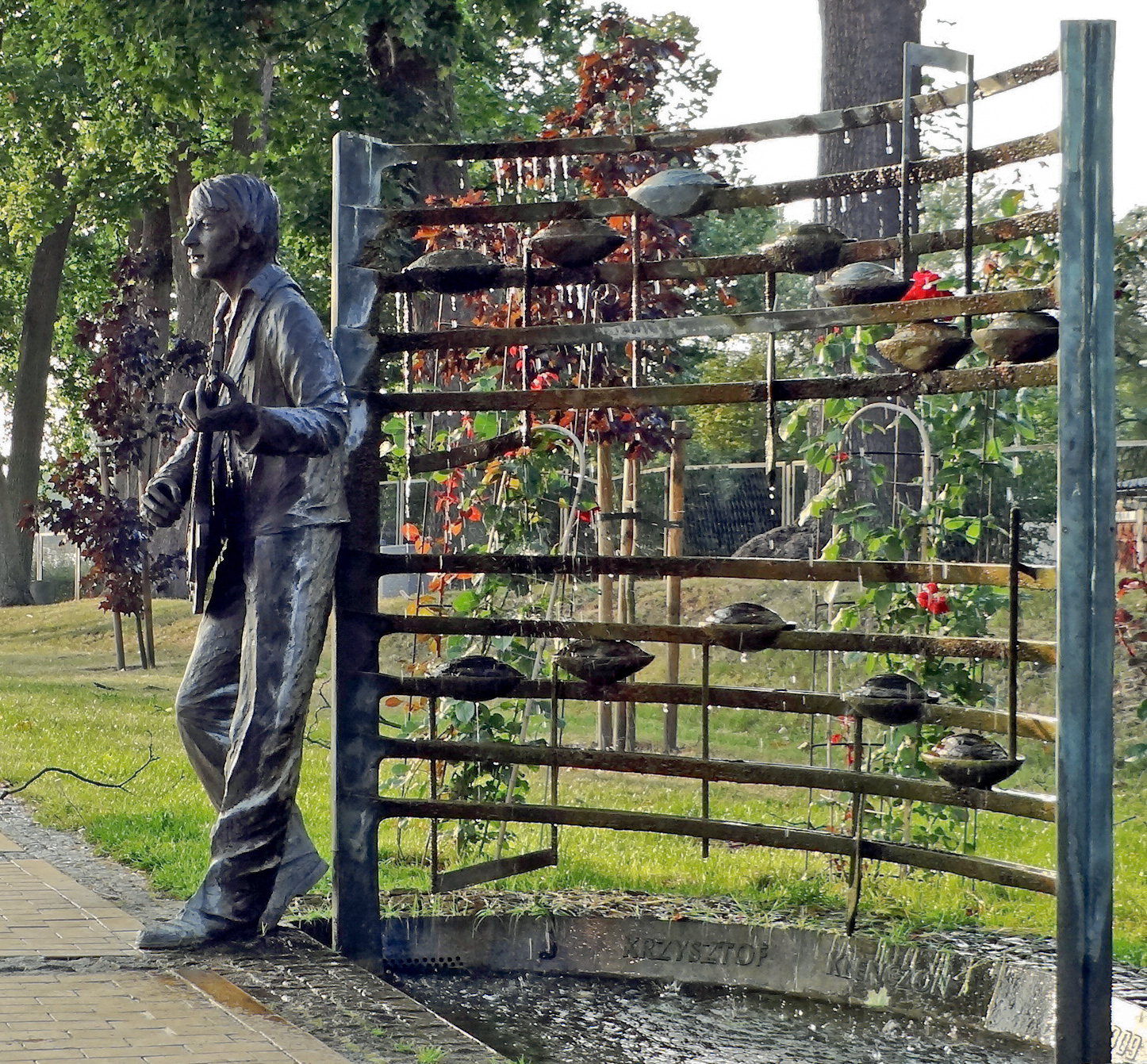
Monumento di Krzysztof Klenczon
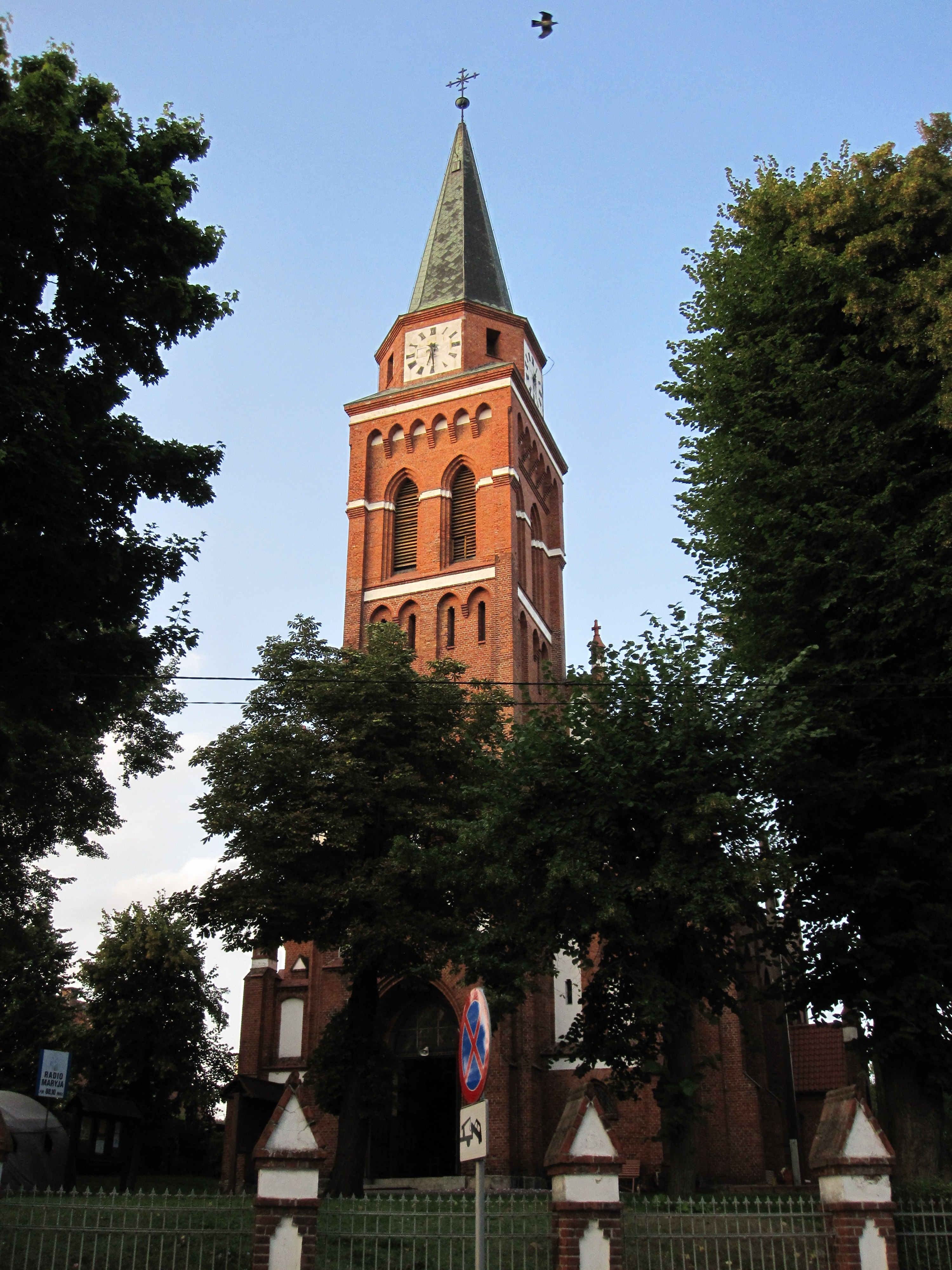
Chiesa dell'Assunzione della Beata Vergine Maria
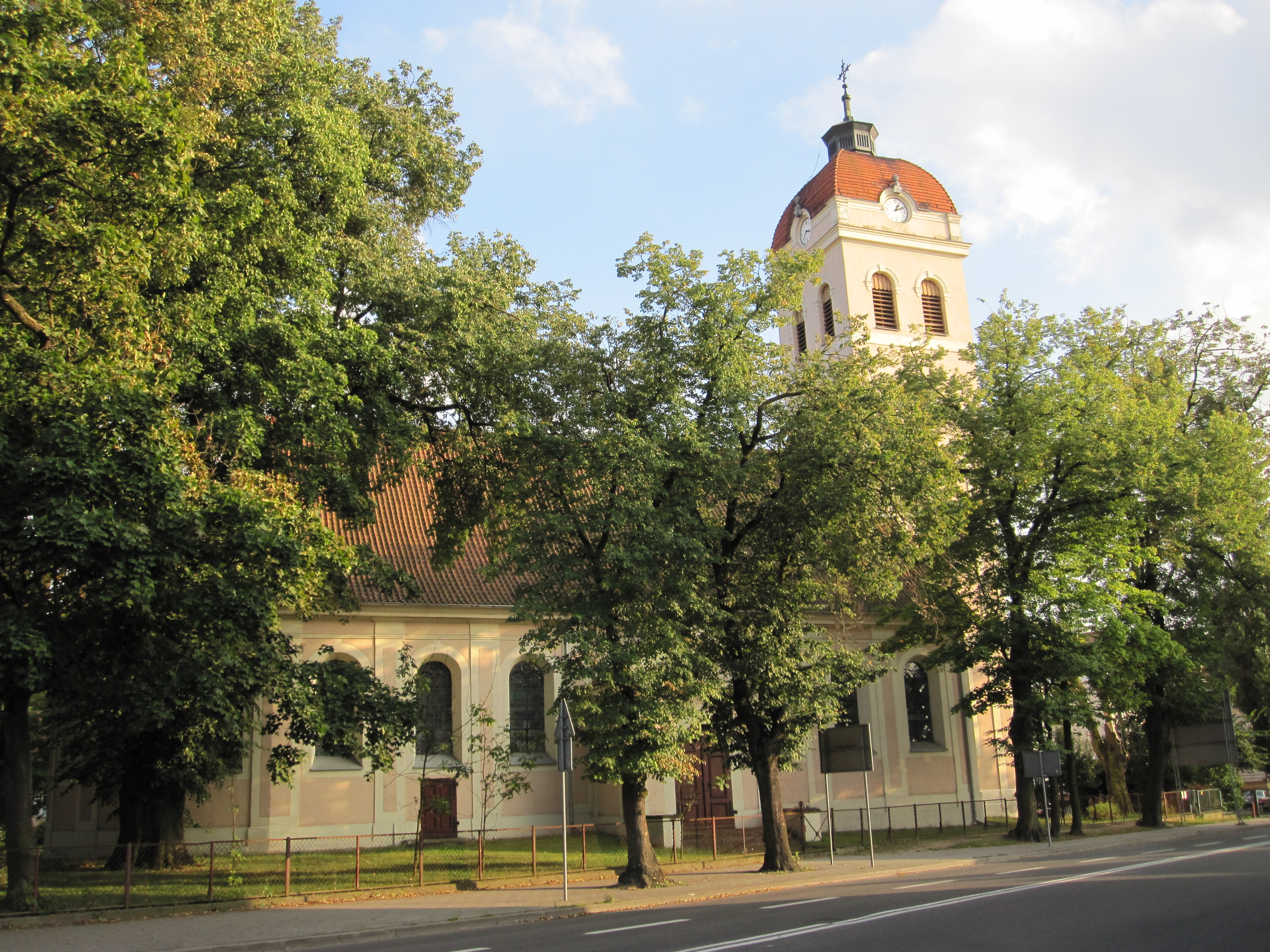
Chiesa evangelica
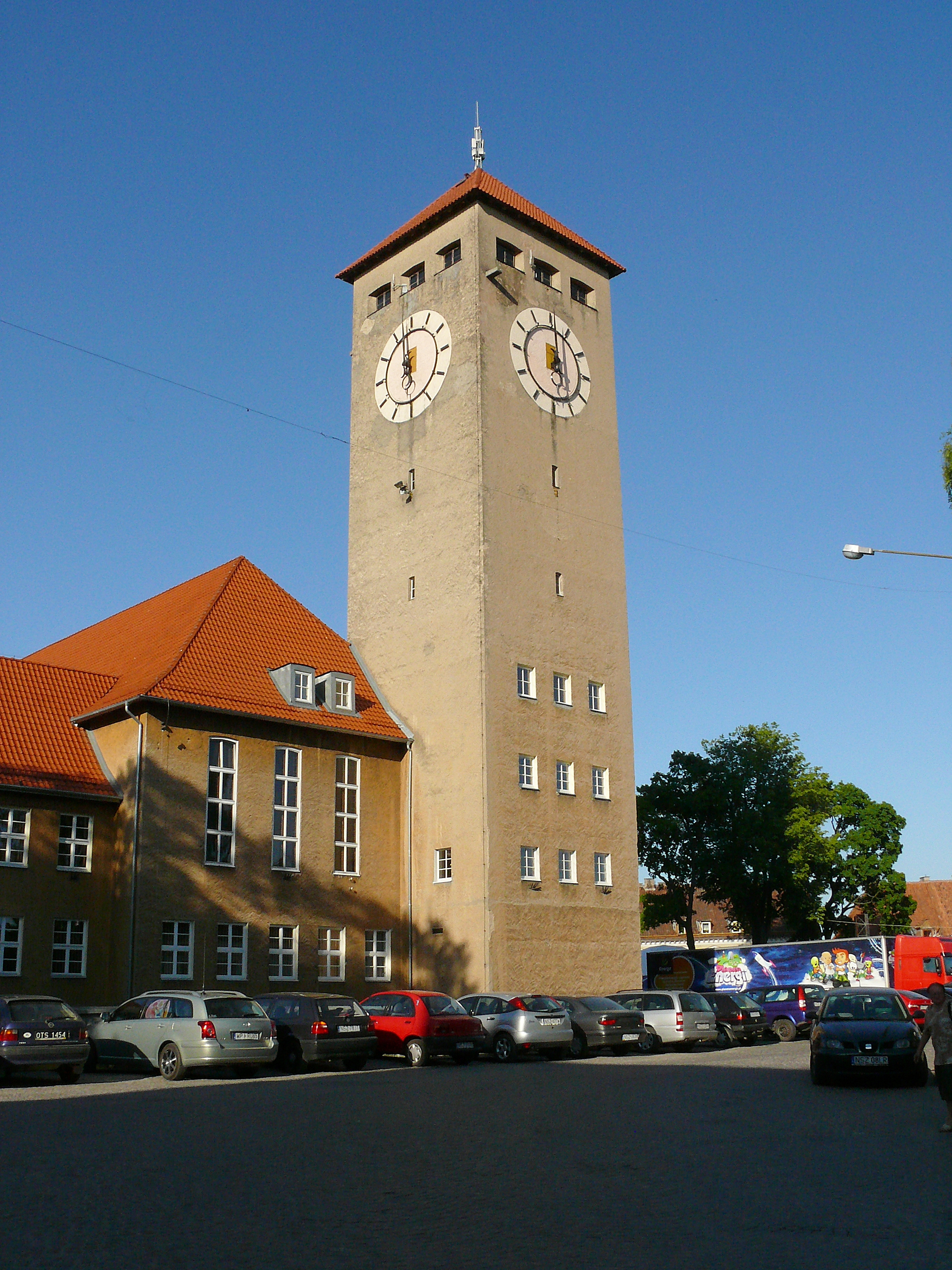
Municipio